# Iphigénie en Tauride (Gluck)

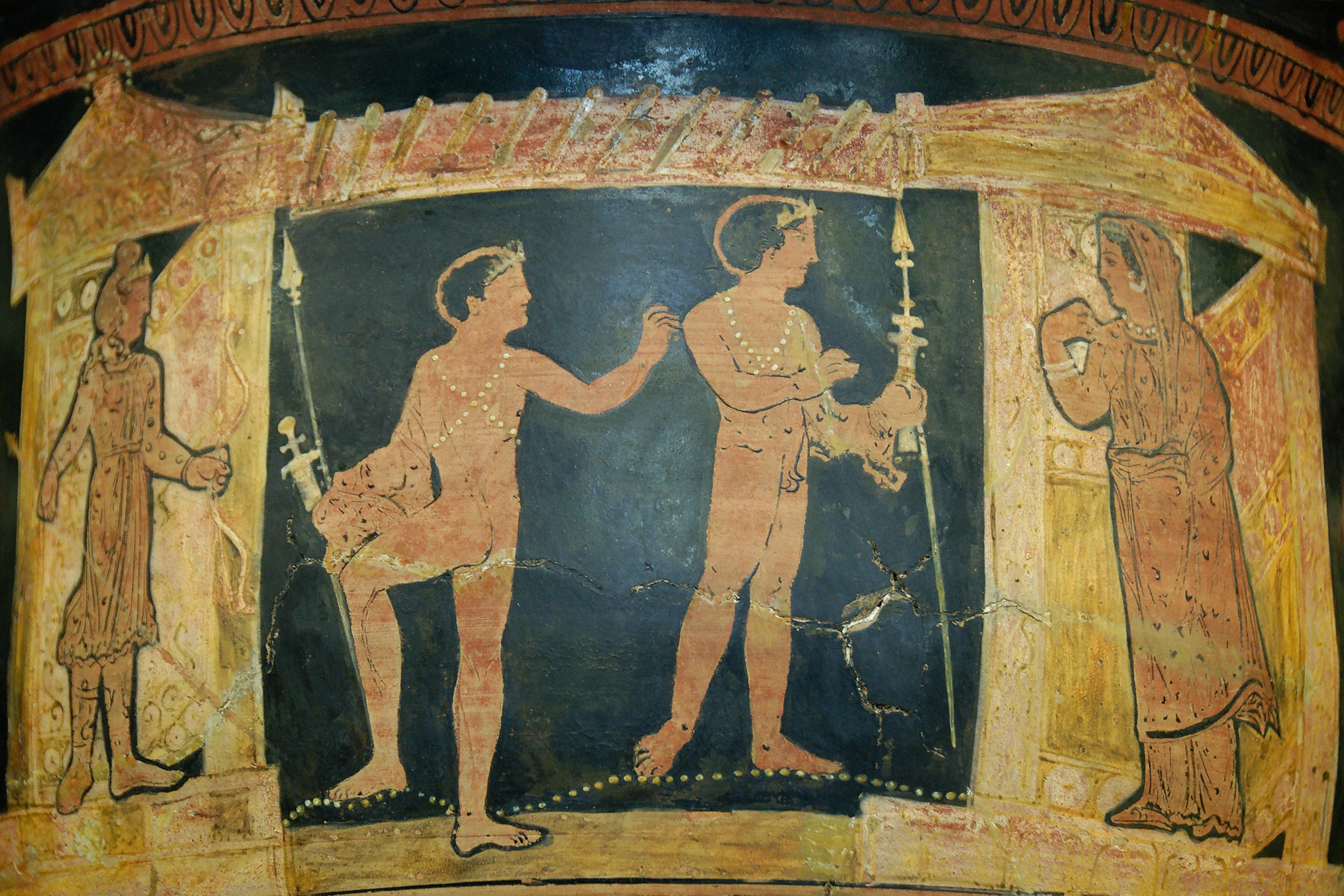
Vas grec amb la representació de l'encontre d'Oreste i Pylade amb Iphigénie.

Iphigénie en Tauride és una tragèdia lírica en quatre actes de Christoph Willibald Gluck sobre un llibret de Nicolas-François Guillard, basat en la tragèdia homònima de Claude Guimond de la Touche, inspirada, al seu torn, en l'obra d'Eurípides que narra el sofriment d'Ifigènia, filla d'Agamèmnon i Clitemnestra. Es va estrenar a l'Opéra de París el 18 de maig de 1779.
Iphigenie auf Tauris fou el nom amb què l'òpera de Gluck fou estrenada al Burgtheater de Viena el 1781, versió alemanya revisada que prevalgué al món germànic, on restà al repertori. Aquesta segona Iphigénie –el 1774 Gluck havia estrenat Iphigénie en Aulide– marcà la fi de l'època parisenca del compositor (1773-1779), en què es produí la famosa querella entre l'òpera italiana (Piccini) i la francesa o reformada (Gluck). Es considera una de les òperes més perfectes i brillants de Gluck, que aconsegueix una extraordinària intensitat expressiva amb la fusió perfecta dels elements musicals i dramàtics.

## Origen i context
El 1776, Alphonse du Congé Dubreuil, que havia escrit un llibret d'òpera sobre el tema d'Iphigénie en Tauride, va proposar a Gluck posar-li música. Aquest, de tornada a Viena, va declinar l'oferta indicant que ja havia rebut altres proposicions en relació amb el mateix subjecte. Quan va tornar a París el 1777-1778, Dubreuil va renovar els seus passos però sense èxit. En aquesta data, Gluck treballava ja sobre el llibret de Guillard.
Dubreuil va enviar llavors el seu llibret al director de l'Òpera, Anne-Pierre-Jacques Devismes, que el va confiar al rival de Gluck, Piccinni, dient-li que desitjava aclimatar a França l'ús italià de confiar un tema a dos compositors. Piccinni va objectar que els llibrets eren diferents i que, tenint en compte les prevencions que existien contra ell, la seva òpera només es podria sostenir si s'estrenava abans de la de Gluck. Devismes li ho va prometre i Piccinni es va posar a treballar. Però, poc després, es va assabentar que Gluck havia gairebé acabat el seu Iphigénie que no trigaria a ser interpretat. En definitiva, l'òpera de Piccinni no va ser estrenada fins a alguns anys més tard.

## Representacions
Els assaigs de l'òpera de Gluck van ser seguits amb passió. El dia de l'estrena, el 18 de maig de 1779, Maria Antonieta va anar en persona a l'Òpera on va ser rebuda segons el cerimonial antic, precedida fins a la seva llotja pels directors de l'Òpera portadors de torxes. L'obra va tenir un gran èxit i es va quedar en el repertori de l'Acadèmia reial de Música. Per la mort de Gluck el 1787 ja havia arribat a les noranta representacions.
El públic parisenc va reclamar un ballet final. Noverre va proposar a Gluck acabar amb una diversió ballada, Els Escites encadenats als quals es posava la llibertat. Encara que oposat en principi a aquest tipus de conclusió - per a ell una òpera s'havia d'acabar amb paraules - Gluck va acceptar, i François-Joseph Gossec va ser l'encarregat de compondre la música.
El llibret de Guillard s'inspira en l'Iphigénie en Tauride de Claude Guimond de La Touche, al seu torn inspirat en Eurípides. És una tragèdia austera, desproveïda d'amor, feta per encarnar l'ideal sever de Gluck, el de la tragèdia grega posada en música. És el mateix Gluck que, contràriament als usos, es va limitar a quatre el nombre d'actes. El resultat és una obra extremadament equilibrada: una breu «simfonia» que no és una obertura, ja que forma ja part del primer acte i quatre actes de duració sensiblement igual per a un conjunt d'aproximadament dues hores.

## Argument
Quan Agamèmnon reunix les tropes gregues per a anar sobre Troia, la deessa Diana envia vents adversos per a impedir que sortissin. Per a obtenir el dret de salpar, Agamèmnon ha de sacrificar la seva filla Ifigènia. Ell accepta, i encara que la seva família la creu morta, Diana salva Ifigènia i l'envia a Tàurida, on servirà els escites i serà sacerdotessa de la deessa.

### Acte I
Ifigènia i les seves sacerdotesses s'enfronten a un atac de les forces de la naturalesa i als bàrbars escites capitanejats pel seu rei, Toant. Ifigènia demana, amb èxit, compassió i protecció. Restaurada la pau, explica a Micenes el seu horrible somni sobre la ruïna de la seva família. En la seva desesperació, també vol unir-se a la mort dels seus. Toant, que pressent una amenaça contra la seva vida, decreta que tots els forasters que naufraguin a Tàurida s'ofereixin en sacrifici als déus. Dos grecs, Orestes i el seu amic Pílades, es veuen llançats a les platges de Tàurida per una tempesta i són capturats. El rei Toant ordena que siguen immolats, i el poble expressa la seva alegria cruel amb cants sanguinaris i balls salvatges.

### Acte II
Aquest acte se centra en el matricida Orestes, turmentat per la seva consciència i perseguit per les Eumènides.
Aquestes se li apareixen en una dansa-pantomima de terror amb el fantasma de Clitemnestra al centre. Al despertar-se sobresaltat, veu Ifigènia davant d'ell i creu que és la seva mare assassinada. Orestes li respon a les preguntes sobre els seus orígens i el seu destí i descriu els horribles successos a Micenes: Clitemnestra va assassinar Agamèmnon, Orestes va venjar la mort del seu pare matant la seva pròpia mare, i afegix que aquest (ell mateix) ha mort deixant Electra com a única supervivent. Al final de l'acte, Ifigènia entona un cant fúnebre; ella i les seves sacerdotesses lamenten la mort dels seus pares i del seu germà.

### Acte III
Ifigènia vol enviar un missatge a la seva germana Electra. En un intent de salvar Orestes, li proposa que faci de missatger. Però Orestes preferix la mort i demana que el seu lloc l'ocupi Pílades, que únicament accedix després de l'amenaça d'Orestes de revelar la seva verdadera identitat o suïcidar-se. Ifigènia dona la carta a Pílades, que tanca l'acte amb un eufòric himne a l'amistat.

### Acte IV
Es prepara el sacrifici en el temple de Diana, i Ifigènia serà qui l'execute. Les sacerdotesses porten Orestes, l'adornen i l'acompanyen fins a l'altar entonant oracions. Mentre Ifigènia alça refractària el punyal a petició de les sacerdotesses, Orestes recorda el sacrifici de la seva germana a Àulida i exclama el seu nom: "Així vas parir a Àulida, Ifigènia, germana meua!". Germà i germana es reconeixen. En aquest moment arriba la notícia que Toant, furiós per la fugida de Pílades, ordena que el sacrifici es faci immediatament. Quan sap que la víctima és Orestes, decidix dur a terme l'acte ell mateix i, com que sospita una traïció, pretén també matar Ifigènia. Just en aquell moment entra Pílades amb els seus hòmens i mata Toant. Es desencadena una batalla entre la guàrdia de Toant i els grecs que serà interrompuda per Diana com a dea ex machina. La deessa anuncia que la falta d'Orestes ha sigut expiada i que la ira dels déus s'ha aplacat. Ha de tornar amb Ifigènia a Grècia com a rei de la pau. La tragèdia acaba amb un cant de gràcies entonat pels grecs.